# Tony Shalhoub
Vous lisez un « bon article » labellisé en 2021.
Tony Shalhoub est un acteur, producteur et réalisateur américain, né le 9 octobre 1953 à Green Bay (Wisconsin, États-Unis).
Après avoir joué au théâtre et obtenu quelques petits rôles au cinéma, notamment dans Barton Fink des frères Coen (1991), sa carrière commence véritablement au cours des années 1990 grâce à la sitcom Wings de 1991 à 1997. Il participe ensuite à deux comédies de son ami Stanley Tucci : À table (1996) et Les Imposteurs (1998), puis enchaîne les seconds rôles au cinéma dans Men in Black (1997) et Men in Black 2 (2002), Couvre-feu (1998), Préjudice (1998), Galaxy Quest (1999), Spy Kids (2001) ou encore The Barber (2001), tout en étant la tête d’affiche du film d’épouvante 13 fantômes (2001).
À partir du début des années 2000, il se fait connaître du grand public grâce à son rôle de détective dans la série Monk pour lequel il remporte un Golden Globe, trois Primetime Emmy Awards et deux Screen Actors Guild Awards aux États-Unis. Tout en continuant de jouer son personnage d’Adrian Monk à la télévision, il participe au film d’animation Cars réalisé par les studios Pixar en 2006, et joue dans de nombreux courts et longs métrages comme Dans les cordes (2004), Chambre 1408 (2007) et AmericanEast (2008).
Lorsque la série Monk s’achève en 2009, Tony Shalhoub fait un retour remarqué sur les planches en jouant à Broadway dans les pièces Golden Boy (2012-2013), Act One (2014) et The Band’s Visit (2017-2018) pour laquelle il remporte le Tony Award du meilleur acteur dans une comédie musicale en 2018. Il continue également à doubler le personnage de Luigi dans Cars 2 (2011) et Cars 3 (2017), ainsi que le personnage de Splinter dans Ninja Turtles (2014) et Ninja Turtles 2 (2016). De 2017 à 2023, il tient à nouveau un rôle récurrent dans une série comique intitulée Mme Maisel, femme fabuleuse pour lequel il a remporté un Primetime Emmy Award en 2019.
Marié à l’actrice Brooke Adams depuis 1992, il a réalisé avec elle un long métrage intitulé Made-Up en 2002 et assume régulièrement les fonctions de producteur. Personnalité engagée en faveur du parti démocrate, il participe à une meilleure intégration des Arabo-Américains dans l’industrie cinématographique hollywoodienne, notamment en raison de ses origines libanaises.

## Biographie

### Jeunesse et débuts au théâtre (1953-1985)

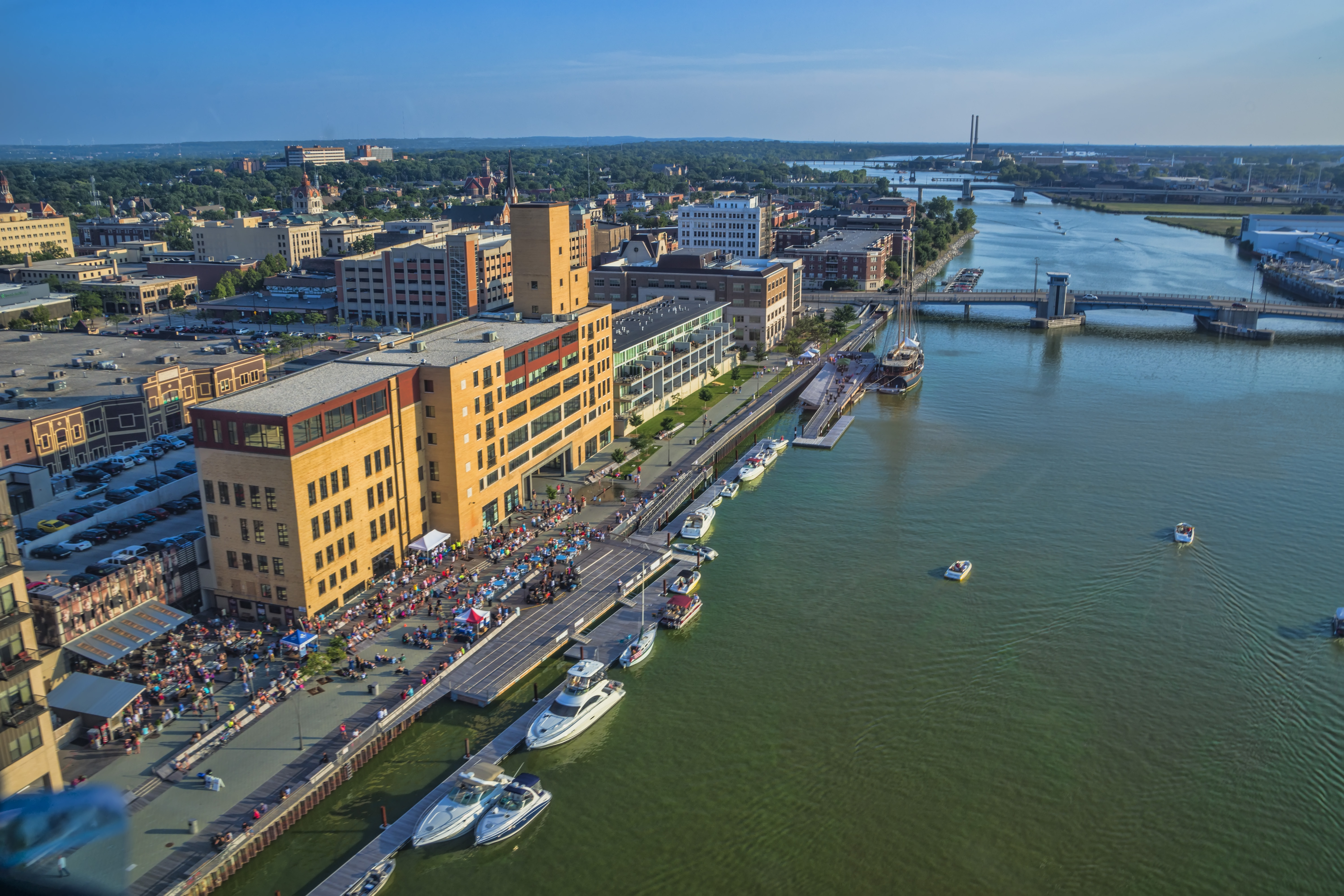
Tony Shalhoub est né à Green Bay (ici en 2014), une ville de l’État du Wisconsin où la baie longe les rives du lac Michigan.

Tony Shalhoub est d’origine libanaise. Son père Joseph, orphelin à l’âge de huit ans, immigre aux États-Unis en août 1920 en passant par Ellis Island,. Après sa naturalisation américaine, il réussit à trouver un emploi comme transporteur et vendeur de viande dans le Wisconsin,. Il se marie ensuite à Helen et fondent ensemble une famille à Green Bay, où Anthony naît le 9 octobre 1953. Leur quatrième garçon grandit au milieu d’une fratrie de dix enfants,,. « J’étais naturellement disposé à me donner en spectacle », se souvient l’acteur. « Lorsque mes frères et sœurs rentraient de l’école, je courais à l’étage de la maison où ils dormaient pour les réveiller et leur jouer des sketchs de pacotille que j’avais inventés ou que j’avais vus à la télé. » Sa grande sœur Susan lui fait vivre sa première expérience de théâtre à six ans en le faisant participer à une représentation de la comédie musicale Le Roi et moi dans son lycée,. « J’ai toujours rêvé de devenir comédien. J’ai grandi dans une toute petite ville et il n’y avait aucune chance de pouvoir monter sur les planches ou d’être « découvert » comme acteur. Alors j’ai cherché autour de moi comment progresser dans cette voie », raconte Tony Shalhoub.
| Image externe | |
|               | Tony Shalhoub et Karen MacDonald dans la pièce Le Mariage de Figaro de Beaumarchais, mise en scène par Alvin Epstein au Loeb Drama Center en 1981. (Photographie de Richard Feldman) |

Une fois sa scolarité au lycée terminée, il entre à l’université du Wisconsin à Green Bay. Grâce à un programme d’échange, il étudie le théâtre à l’université du Maine du Sud à Portland et en sort diplômé en 1977,. Il parvient ensuite à intégrer l’école d’art de l’université Yale à New Haven. « Même si j’aimais le théâtre, je ne pensais pas vraiment pouvoir y faire carrière », déclare-t-il. « J’imaginais que je deviendrais peut-être professeur ou quelque chose comme ça. Mais à l’école d’art dramatique, j’entrais véritablement dans l’univers du conservatoire. […] Je me suis alors retrouvé face à des gens qui avaient choisi d’en faire leur métier et j’ai commencé à croire que je pouvais moi aussi le faire. » À partir de 1977, encore étudiant, il participe à sept productions pour le théâtre du répertoire de Yale, puis rejoint en 1980 la compagnie professionnelle de l’American Repertory Theater à Cambridge pendant quatre saisons,. Il joue notamment dans Les Trois Sœurs mis en scène par Andrei Șerban en 1982, En attendant Godot et Mesure pour mesure mis en scène par Andrei Belgrader en 1983, L’École de la médisance mis en scène par Jonathan Miller en 1983 et Six personnages en quête d’auteur mis en scène par Robert Brustein en 1984. L’année suivante, il part à New York et fait ses débuts à Broadway dans la pièce The Odd Couple mise en scène par Gene Saks avec Rita Moreno et Sally Struthers,. La carrière de Tony Shalhoub est désormais lancée.

### Une place à la télévision et au cinéma (1986-2002)

#### Un habitué des sitcoms:WingsetStark Raving Mad
L’acteur est repéré pour jouer plusieurs rôles à la télévision, notamment un terroriste dans un épisode de la série Equalizer en 1986. Mais le fait que ses origines arabes soient utilisées pour des personnages plutôt caricaturaux ne l’enchante guère : « Je l’ai fait une fois, et une fois était déjà bien assez », dit-il en 2007. Au cours des années 1980, il participe également à de nombreux téléfilms comme Day One de Joseph Sargent où il interprète Enrico Fermi, un physicien italien à l’origine du premier réacteur nucléaire,. À partir de 1991, Tony Shalhoub pratique l’accent italien pendant six ans au sein de la sitcom Wings où il interprète le conducteur de taxi Antonio Scarpacci, un personnage « [qui] voudrait être cool et branché afin d’appartenir au monde de Joe (Tim Daly) et Brian (Steven Weber), mais qui n’y arrive pas vraiment. Je crois plutôt qu’il montre aux autres que leurs vies ne sont pas si mauvaises que ça », déclare Tony Shalhoub à propos de ce rôle qui le fait pour la première fois connaître du grand public. Au bout de six saisons, il annonce son départ de la série diffusée sur NBC pour se consacrer à de nouveaux projets, deux ans après avoir participé en guest-star à l’épisode Ombre mortelle de X-Files,.
En 1999, il tient de nouveau un rôle récurrent à la télévision dans la série Stark Raving Mad, toujours sur la chaîne NBC. Tony Shalhoub interprète cette fois un auteur de romans d’horreur dont le caractère est complètement incompatible avec celui de son éditeur, joué par Neil Patrick Harris, débouchant ainsi sur des situations comiques. La sitcom connaît de bonnes audiences, se classant à la 15e place des meilleurs programmes télévisés américains de l’époque, et remporte même le People’s Choice Award de la nouvelle série de comédie préférée du public,. Pourtant, la production est arrêtée au bout de vingt-deux épisodes. Un chroniqueur de Variety écrit : « Harris et Shalhoub sont tous les deux des interprètes très talentueux et charismatiques. Mais il semblerait qu’ils aient besoin de briller autre part. » Les portes du cinéma se sont justement ouvertes pour le principal intéressé.

#### Un acteur récurrent chez les frères Coen et Stanley Tucci
Tony Shalhoub obtient son premier rôle au cinéma en 1986 dans La Brûlure de Mike Nichols avec Meryl Streep et Jack Nicholson. « J’ai dit à absolument tout le monde que j’étais dans ce film », explique l’acteur à Stephen Colbert en 2018. Mais le réalisateur décide finalement de couper ses scènes au montage et celui-ci apparaît seulement comme figurant dans un avion. Tony Shalhoub a plus de chance avec ses films suivants, notamment Hold-up à New York en 1990. Il y donne la réplique à Bill Murray dans une scène en taxi où il a dû inventer ses propres dialogues pour qu’ils ressemblent à « une sorte de charabia ». Par la suite, ses premiers rôles marquants lui sont offerts par les frères Joel et Ethan Coen : celui de Ben Geisler dans Barton Fink, Palme d’or au Festival de Cannes en 1991, puis celui de Freddy Riedenschneider dix ans plus tard dans The Barber. Pour ce rôle d’avocat dans la Californie des années 1940, certains critiques américains pressentent une nomination de l’acteur aux Oscars,. Celle-ci n’aura pas lieu, mais Tony Shalhoub se veut malgré tout reconnaissant envers les deux réalisateurs.

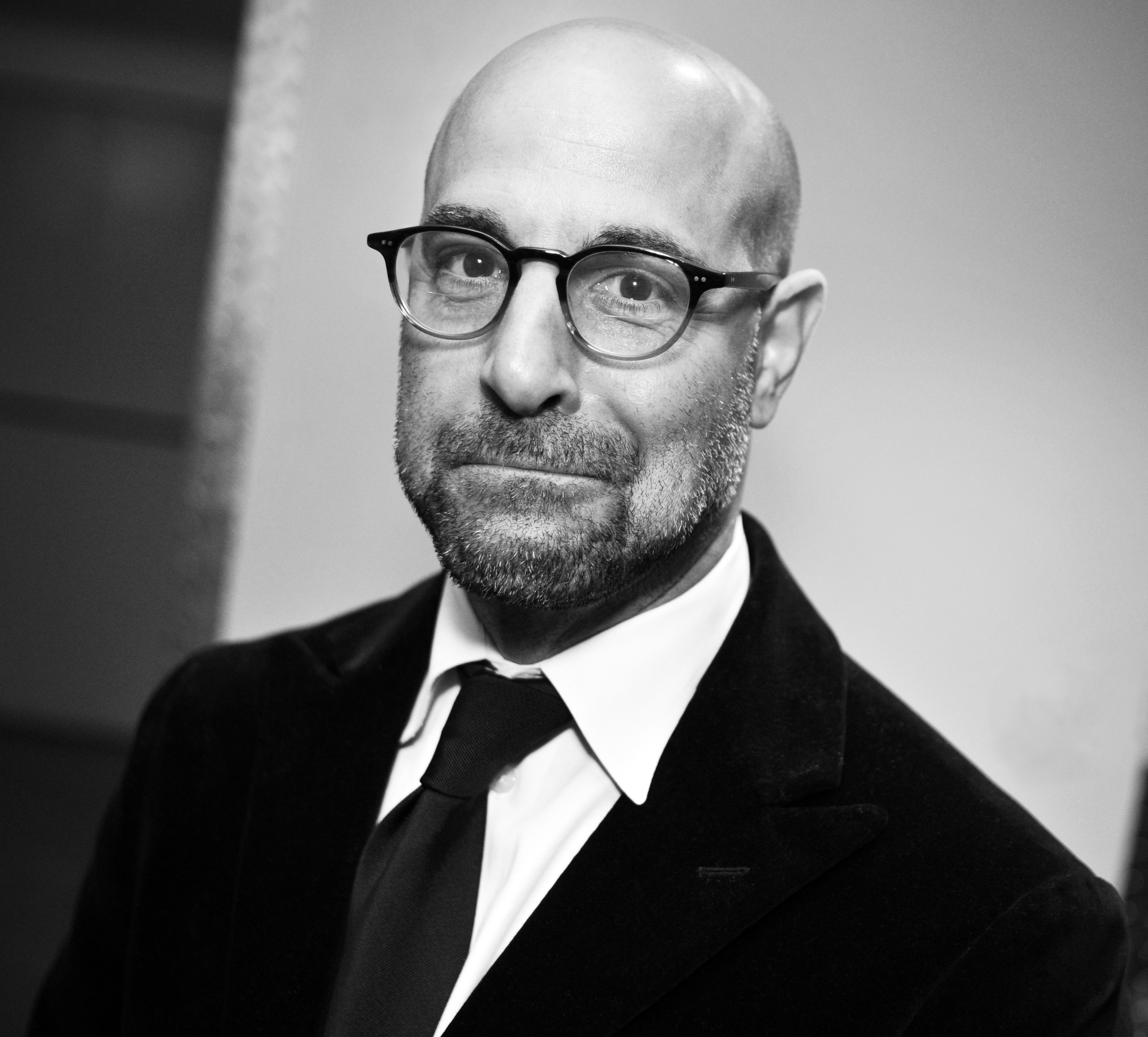
Tony Shalhoub a tourné dans trois films réalisés par son ami Stanley Tucci (ici en 2009) : À table en 1996, Les Imposteurs en 1998 et Alberto Giacometti, The Final Portrait en 2017.

Il l’est également envers Stanley Tucci, complice depuis leur rencontre en 1989 sur les planches du théâtre de l’université Yale. En 1996, dans son film intitulé À table, ils jouent deux frères immigrés italiens essayant de faire prospérer leur restaurant dans le New Jersey des années 1950. Aux côtés de Minnie Driver, Isabella Rossellini et Ian Holm, acteur que Tony Shalhoub admire tout particulièrement, les deux comédiens s’inspirent du cinéma italien de Federico Fellini et notamment de son acteur fétiche : Marcello Mastroianni. Le film est acclamé par la critique et Tony Shalhoub reçoit le National Society of Film Critics Award du meilleur acteur dans un second rôle,. Deux ans plus tard, les deux amis se retrouvent dans le film burlesque Les Imposteurs avec Oliver Platt, Allison Janney, Alfred Molina et Steve Buscemi. Nommé dans la sélection Un certain regard du Festival de Cannes en 1998, ce long métrage permet à nouveau à Tony Shalhoub de jouer avec l’accent italien et de révéler ses talents comiques,. En 2016, alors qu’ils collaborent une troisième fois ensemble pour le film Alberto Giacometti, The Final Portrait, Stanley Tucci explique sa relation privilégiée avec son ami : « Tony et moi finissons parfois les phrases l’un de l’autre, vous voyez les choses de la même manière, vous êtes en confiance donc le film peut être meilleur »,.

#### Le goût du grand écran et l’amour du théâtre
Pendant dix ans, entre 1992 et 2002, Tony Shalhoub enchaîne les seconds rôles aux côtés de nombreuses stars hollywoodiennes : James Caan dans Lune de miel à Las Vegas en 1992, Will Smith dans Men in Black en 1997 et Men in Black 2 en 2002, Ethan Hawke et Jude Law dans Bienvenue à Gattaca et Ewan McGregor dans Une vie moins ordinaire en 1997, John Travolta dans Préjudice en 1998, Antonio Banderas dans Spy Kids en 2001, ou encore Angelina Jolie dans 7 jours et une vie en 2002,,. Parmi les films tournés pendant cette période, trois d’entre eux marquent durablement sa carrière au cinéma. Tout d’abord, dans Couvre-feu en 1998, il joue avec Denzel Washington un agent du FBI d’origine libanaise enquêtant sur des terroristes islamistes à New York. Le président du comité anti-discrimination arabo-américain de l’époque dénonce le film comme relevant de l’incitation à la haine raciale. L’acteur lui répond en précisant que l’œuvre permet plutôt de s’interroger sur les situations d’état d’urgence et sur la stigmatisation des Arabo-Américains. Il estime que son rôle s’éloigne des stéréotypes auquel est généralement habitué le cinéma hollywoodien,. Dans Galaxy Quest en 1999, il fait partie d’une distribution d’ensemble composée de Tim Allen, Sigourney Weaver, Alan Rickman, Sam Rockwell et Daryl Mitchell. Cette parodie de film de science-fiction, qu’il considère comme l’une de ses œuvres préférées, reçoit des critiques très favorables, notamment en France,. Enfin, en 2001, Tony Shalhoub est pour la première fois la tête d’affiche d’un long métrage : 13 fantômes, un remake du film d’horreur homonyme réalisé par William Castle en 1960. Toutefois, le film est descendu en flèche par la critique, Roger Ebert écrivant notamment : « J’espère que 13 fantômes est surtout diffusé dans des multiplexes, car c’est le genre de film pour lequel on passe d’une salle à une autre,. » Tony Shalhoub est malgré tout capable de se renouveler en poursuivant intensément sa carrière théâtrale.
| Images externes | |
|                 | Tony Shalhoub et Brooke Adams dans la pièce The Heidi Chronicles de Wendy Wasserstein, mise en scène par Daniel Sullivan au Plymouth Theatre de 1989 à 1990. (Photographie de Peter Cunningham) |
|                 | Tony Shalhoub et John Turturro dans la pièce En attendant Godot de Samuel Beckett, mise en scène par Andrei Belgrader au Classic Stage Company en 1998. (Photographie de Dixie Sheridan)        |

« Pour moi, il n’y a rien de plus spécial que le théâtre. Même si j’apprécie toujours mes rôles à l’écran, la scène constitue une vraie récompense », déclare-t-il dans une interview en 1995. En effet, six ans plus tôt, c’est en remplaçant Peter Friedman dans la pièce The Heidi Chronicles de Wendy Wasserstein, mise en scène par Daniel Sullivan à Broadway, qu’il fait la rencontre de sa future femme : l’actrice Brooke Adams,. Plus tard, en 1992, il partage la scène avec Judd Hirsch dans Conversations with My Father de Herb Gardner. En jouant Charlie, le fils d’un immigré juif d’origine russe ayant essayé de s’intégrer à Manhattan, Tony Shalhoub est nommé pour le Tony Award du meilleur second rôle dans une pièce. Après ce succès, il quitte temporairement le théâtre de Broadway pour jouer The Old Neighborhood de David Mamet avec sa femme Brooke au théâtre Hasty Pudding en 1997, puis En attendant Godot de Samuel Beckett pour les cinquante ans de la pièce avec John Turturro et Christopher Lloyd au Classic Stage Company en 1998,. Mais malgré sa passion pour la scène, c’est à la télévision que Tony Shalhoub va rencontrer son plus important succès.

### Le succès de la sérieMonk(2002-2009)

#### Adrian Monk: un rôle marquant devenu culte

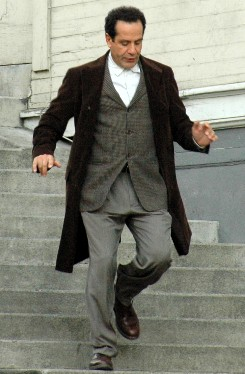
Tony Shalhoub sur le tournage de l’épisode Monk dans la course à San Francisco en novembre 2005.

Au début des années 2000, le producteur de cinéma David Hoberman souhaite pour la première fois se lancer dans la création d’une série à la télévision. Il imagine une série policière avec un personnage inspiré de l’inspecteur Clouseau qui souffrirait en permanence de troubles obsessionnels compulsifs. Le scénariste Andy Breckman, passionné par Sherlock Holmes, écrit l’histoire du détective Adrian Monk, enquêtant avec la police sur les crimes perpétrés à San Francisco, tout en essayant de résoudre l’affaire de sa vie : celle de la mort de sa femme Trudy,,.
Au départ, la production pense à l’acteur Michael Richards pour jouer le rôle-titre, puis elle choisit finalement Tony Shalhoub. David Hoberman déclare : « On a toujours pensé que Tony serait super car on savait qu’il l’interpréterait de façon subtile et réaliste alors que beaucoup d’acteurs l’auraient interprété de façon exagérée. Ce n’était pas le genre de comédie qu’on voulait faire. » En effet, comme le fait remarquer l’acteur, Monk est un « équilibre entre le drame et la comédie » et c’est pour cela qu’il ne voulait pas jouer un personnage de détective caricatural : « Ce qui m’intéressait le plus, indique Tony Shalhoub, c’était l’idée de prendre un genre reconnaissable, familier, et d’apporter quelque chose de nouveau. Le personnage de Monk est un détective, ce qu’on a bien sûr déjà vu, mais c’est une sorte de héros improbable,. »

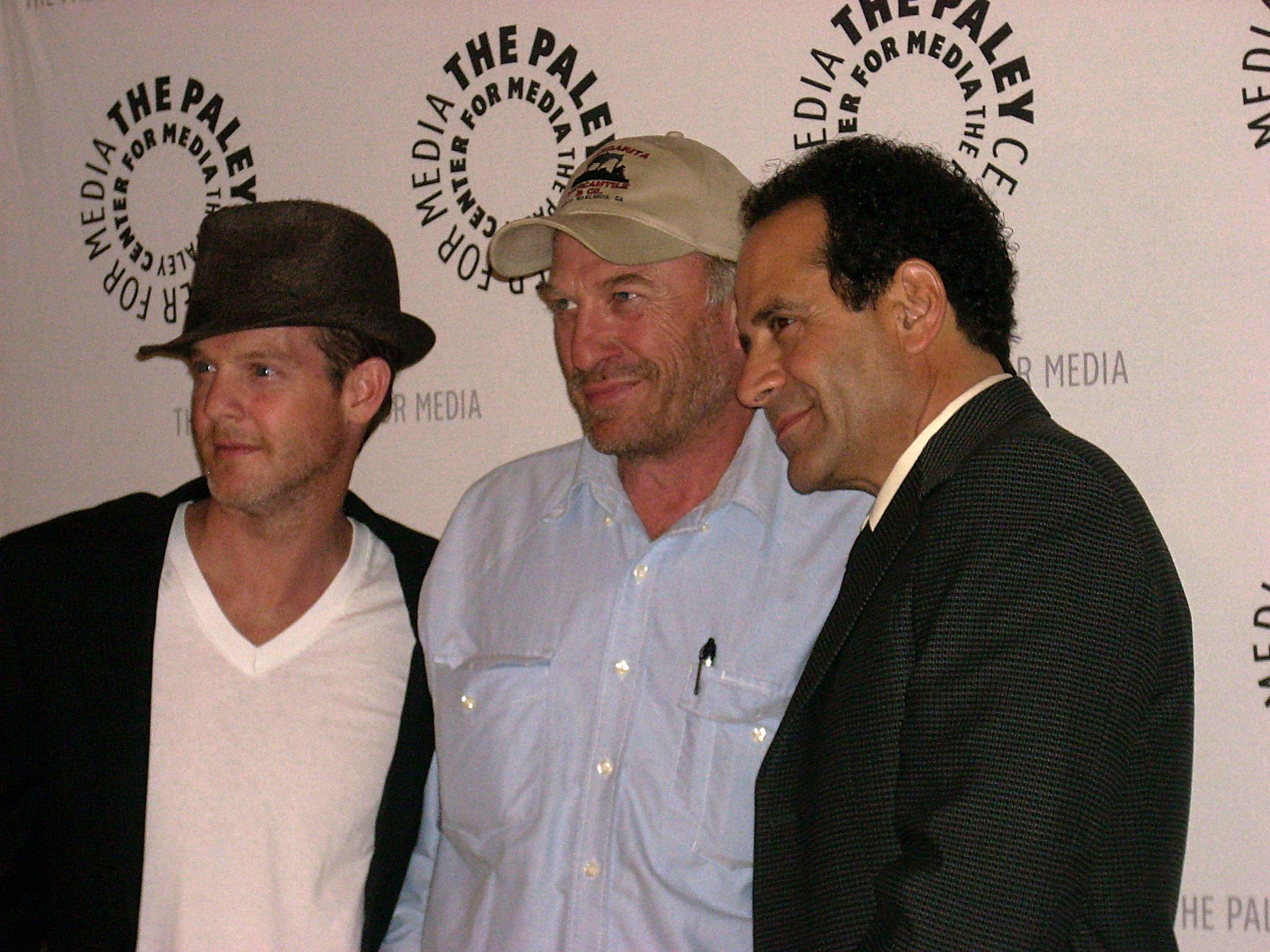
Jason Gray-Stanford (à gauche) et Ted Levine (au centre), acteurs principaux de Monk, posent avec Tony Shalhoub à l’occasion de la célébration du épisode de la série au Paley Center for Media de Los Angeles en décembre 2008.

La série est diffusée pendant huit saisons entre 2002 et 2009 sur la chaîne américaine USA Network et devient l’une des meilleures séries de l’histoire de la télévision câblée aux États-Unis,. Elle rassemble notamment plus de neuf millions de téléspectateurs pour son dernier épisode le 4 décembre 2009. La série connaît également un succès public en Allemagne, Australie, Chine, Islande et Japon,. En France, Monk est diffusée sur TF1 et rencontre également une forte audience,. Les critiques sont dithyrambiques envers son acteur principal : pour Le Monde, il est « l’un des héros les plus surprenants et les plus attachants de séries policières. Antithèse du flic habituel, il s’apparente plutôt à un Rain Man qui aurait enfilé l’imperméable de l’inspecteur Columbo et coiffé le chapeau de Sherlock Holmes », tandis que Libération note « la révélation d’un personnage très fort, remarquablement interprété par Tony Shalhoub »,. En 2019, son rôle est devenu définitivement « culte » selon France Inter.
Grâce à Adrian Monk, Tony Shalhoub a non seulement gagné une importante notoriété publique, mais il a aussi été récompensé par les critiques de presse, les syndicats d’acteurs et l’Académie des arts et des sciences de la télévision en recevant respectivement le Golden Globe du meilleur acteur dans une série comique en 2003, deux Screen Actors Guild Awards en 2003 et 2005, et trois Primetime Emmy Awards en 2003, 2005 et 2006,. Tony Shalhoub reconnaît qu’il a été littéralement « béni d’avoir pu tomber entre les mains de talentueux scénaristes », même s’il estime que ce personnage a complètement envahi son quotidien,. Mais tout en ayant un rôle marquant et récurrent à la télévision, l’acteur a également poursuivi d’autres projets artistiques.

#### En parallèle deMonk, un artiste polyvalent
L’acteur ne se laisse pas enfermer dans le rôle d’Adrian Monk. Entre 2002 et 2009, il continue de tourner dans plusieurs longs et courts métrages. Il reprend tout d’abord son rôle d’Alexander Minion pour le deuxième et troisième épisodes de la tétralogie Spy Kids de Robert Rodriguez en 2002 et 2003. Il interprète ensuite des seconds rôles aux côtés de Meg Ryan, Alec Baldwin ou encore John Cusack pour les films Dans les cordes, The Last Shot et Chambre 1408,,. Tony Shalhoub intervient également dans des productions indépendantes, notamment celles du cinéaste égypto-américain Hesham Issawi. En 2003, dans la comédie satirique T for Terrorist, son personnage incite celui joué par Sayed Badreya à se révolter contre un réalisateur qui veut l’enfermer dans un rôle de terroriste islamiste uniquement parce qu’il est d’origine arabe. Ce court métrage est récompensé dans des festivals internationaux à Boston et San Francisco. Quatre ans plus tard, Tony Shalhoub revient devant la caméra d’Hesham Issawi pour AmericanEast, présenté au 4e Festival international du film de Dubaï. Cette fois-ci, il incarne Sam, un Égypto-Américain juif, qui accepte de s’associer avec Mustafa, de confession musulmane, pour monter un restaurant à Los Angeles après les attentats du 11 septembre 2001,. Le réalisateur est admiratif du travail de l’acteur et l’a choisi pour sa capacité à dépasser les clivages raciaux et religieux : « Les gens ne réalisent pas qu’il a des origines libanaises. Il a désormais acquis assez d’argent, de pouvoir artistique et d’influence à Hollywood pour pouvoir briser les stéréotypes. Il n’a pas du tout peur de le faire. » Hesham Issawi rajoute : « Le Moyen-Orient est aujourd’hui devenu une partie intrinsèque des États-Unis. Les Américains ont besoin d’en avoir une meilleure connaissance. Tony Shalhoub fait partie de ceux qui construisent ce pont. » Ce dernier a d’ailleurs participé au financement du film en tant que producteur délégué. Il fait de même en 2009 pour le premier court métrage de sa femme Brooke intitulé Pet Peeves.
Tony Shalhoub se lance lui aussi dans la réalisation en 2002 avec le long métrage Made-Up. « J’aime faire des choses différentes de celles que j’ai déjà essayées », dit-il dans une interview en 2004. Ce film indépendant est une mise en abyme du monde du cinéma sous la forme d’un faux documentaire. Il s’intéresse à une actrice nommée Elizabeth ayant atteint la cinquantaine et qui espère pouvoir toujours rester jeune. La production se fait en famille avec sa femme Brooke et sa belle-sœur Lynne comme actrices principales, et son neveu Michael Matzdorff comme monteur. Tony Shalhoub joue également dans le film avec sa sœur Susan et son frère Michael, mais aussi Gary Sinise,. Made-Up reçoit un accueil favorable en festival, recevant le prix du public au SXSW Film Festival. Toutefois, les critiques sont mitigées. The New York Times pense qu’il s’agit « davantage d’un film fait maison que d’une comédie subtile et complexe sur le thème de la vanité. » Cependant, le magazine Rolling Stone estime que « le réalisateur Tony Shalhoub est tout aussi lumineux et nuancé que l’acteur. Son don pour le rire grinçant […] fait de Made-Up une œuvre caustique et désopilante. » Lors d’une conférence à l’école d’art dramatique de l’université du Sud de la Californie en 2016, Tony Shalhoub donne son point de vue sur le métier de réalisateur et sur le travail d’improvisation : « La clé pour mettre en scène – si cela est possible bien évidemment – est d’avoir la patience de laisser les événements arriver naturellement et de les faire entrer dans le jeu du comédien. Mais personnellement, j’ai du mal à me départir de la direction d’acteur. » Même s’il a apprécié cette expérience, sa passion reste la scène, et tout particulièrement le théâtre. En 2007, il est justement à l’affiche de la pièce off-Broadway intitulée The Scene, une comédie noire avec Anna Camp et Patricia Heaton.

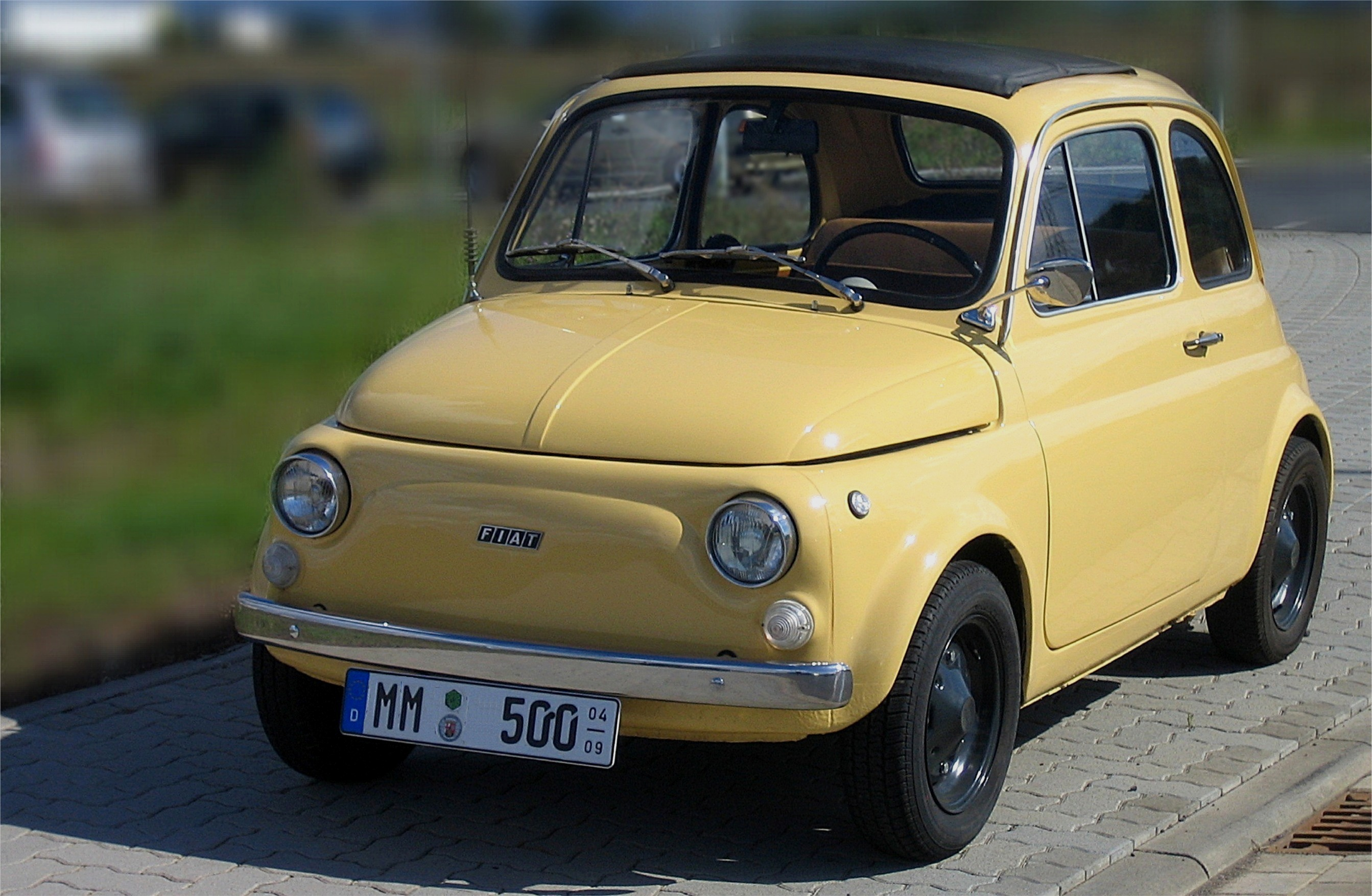
À partir de 2006, Tony Shalhoub double le personnage de Luigi, une Fiat 500 à l’accent italien, dans le film d’animation Cars et ses suites.

Sa carrière se diversifie encore lorsqu’il devient le doubleur du personnage de Luigi à partir de 2006. Cette voiture anthropomorphe, vendeuse de pneus, apparaît pour la première fois dans le film d’animation Cars, réalisé par les studios Pixar. Elle permet à l’acteur de retravailler son accent italien puisque Luigi est une Fiat 500. « Je me sens vraiment relié à ce personnage. […] Il est toujours excité et impatient », déclare Tony Shalhoub alors qu’il enregistre sa voix pour une attraction du parc Disney California Adventure en 2016. Il participe au doublage des deux autres volets de la trilogie en 2011 et 2017, ainsi qu’à la série et aux jeux vidéo dérivés. En 2008, il met à nouveau sa voix à contribution pour la lecture de The Cricket in Times Square, un livre pour enfants de George Selden publié en 1960. Sa performance de narrateur lui vaut une nomination pour le Grammy Award du meilleur livre audio pour enfants. Après la fin de la série Monk et ces différentes expériences artistiques, Tony Shalhoub décide de se consacrer pleinement au théâtre et son retour s’annonce fructueux.

### DeBroadwayàAmazon Studios(2010-2023)

#### La reconnaissance au théâtre:Golden Boy,Act OneetThe Band’s Visit
Il foule à nouveau les planches du théâtre de Broadway en 2010 grâce à son ami Stanley Tucci qui le fait jouer dans sa nouvelle mise en scène de Lend Me a Tenor au théâtre Music Box,. Cette comédie écrite par Ken Ludwig en 1986 mélange à la fois l’univers de la farce et du slapstick. En 1934, Henry Saunders, le tempétueux directeur de l’opéra de Cleveland joué par Tony Shalhoub, reçoit le célèbre ténor italien Tito Merelli, joué par Anthony LaPaglia. Mais son arrivée à l’hôtel connaît de multiples rebondissements et catastrophes en série. La performance de Tony Shalhoub, qui partage la scène avec son épouse Brooke, est unanimement saluée par la critique,. L’agence Reuters écrit notamment : « Shalhoub et LaPaglia, récemment libérés de leurs rôles respectifs à la télévision dans Monk et FBI : Portés disparus, délivrent chacun une interprétation comique virevoltante. » L’acteur enchaîne ensuite avec un autre succès. En 2012, il est Monsieur Bonaparte dans la pièce Golden Boy, écrite en 1937 par Clifford Odets et mise en scène par Bartlett Sher au théâtre Belasco. Ce rôle avait déjà été joué en 1939 par Lee J. Cobb dans une adaptation cinématographique de Rouben Mamoulian intitulée L’Esclave aux mains d’or. Joe, le fils de l’Italo-Américain Monsieur Bonaparte joué par Seth Numrich, renonce aux rêves de son père, qui voulait le voir devenir violoniste, pour se lancer dans la compétition de boxe. Le critique du New York Times a été ému par la prestation de Tony Shalhoub : « [Il] insuffle à son personnage une tendresse mélancolique qui n’est jamais larmoyante. La scène décisive où Joe implore son père de lui donner sa bénédiction pour sa nouvelle carrière – et celui-ci refuse – est interprétée avec une justesse émotionnelle absolument naturelle qui la rend encore plus émouvante. » L’acteur est alors nommé une nouvelle fois pour le Tony Award du meilleur second rôle dans une pièce, mais aussi pour le Drama Desk Award dans la même catégorie.
| Vidéo externe | |
|               | Tony Shalhoub jouant un extrait de la pièce Act One de Moss Hart, mise en scène par James Lapine au théâtre Vivian Beaumont en 2014. (Compte officiel du New York Times sur YouTube) |

En 2014, il est cette fois nommé pour le Tony Award du meilleur acteur pour son interprétation de trois rôles dans la pièce Act One mise en scène par James Lapine au théâtre Vivian Beaumont,. Cette œuvre s’inspire de l’autobiographie de Moss Hart, né dans le Bronx en 1904 au milieu d’une famille juive et pauvre d’origine anglaise et devenu plus tard un célèbre dramaturge et metteur en scène à Broadway. Santino Fontana l’interprète à l’âge adulte, tandis que Tony Shalhoub l’incarne à un âge plus avancé. Ce dernier est également présent sur scène dans la peau de son père, mais aussi sous les traits de son mentor George S. Kaufman. Pour pouvoir différencier ces rôles, l’acteur attribue à chacun un geste particulier. Sa performance est diffusée à la télévision américaine sur la chaîne PBS le 13 novembre 2015. La même année, il donne la réplique à Diane Lane dans The Mystery of Love and Sex, une comédie de Bathsheba Doran mise en scène par Sam Gold au théâtre du Lincoln Center, tout en renouant avec le théâtre de l’absurde de Samuel Beckett en jouant avec sa femme Brooke dans Oh les beaux jours mis en scène par Andrei Belgrader au théâtre Flea,. Pour l’acteur, cette pièce est « énigmatique, complètement imprévisible, tout en étant émouvante, drôle et, d’une certaine manière, amèrement romantique. » Le couple, à la ville comme à la scène, enchante les critiques, de The Guardian au New York Post,.
Son travail au théâtre finit par être définitivement reconnu en 2017. Cette année-là, il intervient tout d’abord dans The Price, une pièce écrite par Arthur Miller en 1968 et mise en scène par Terry Kinney au théâtre American Airlines. Cette pièce raconte l’histoire de Victor Franz qui a sacrifié ses études pour soutenir financièrement son père pendant la Grande Dépression. Tony Shalhoub joue le rôle de son frère Walter, un brillant médecin, aux côtés de Mark Ruffalo, Jessica Hecht et Danny DeVito. « Lorsque Walter, le frère aîné, arrive sous les traîts de Tony Salhoub, la pièce peut enfin commencer », écrit la critique de Variety. « Il est un merveilleux acteur, tout en nuances, et son sourire en coin est à la fois un signe de protection et de menace. » Mais le succès arrive véritablement avec The Band’s Visit, une comédie musicale écrite et composée par David Yazbek à partir d’un livre d’Itamar Moses et adaptée au cinéma par Eran Kolirin sous le titre La Visite de la fanfare en 2007. Cette pièce met en scène la rencontre inattendue entre les membres de l’orchestre de la police d’Alexandrie, perdus au beau milieu du désert du Néguev alors qu’ils devaient jouer dans un centre culturel arabe à Petah Tikva, et Dina, la propriétaire israélienne d’un café dans un village imaginaire nommé Bet Hatikva. The Band’s Visit remporte un important succès critique et public au théâtre Ethel Barrymore. En jouant le rôle du colonel Tewfiq Zakaria de novembre 2017 à février 2018, Tony Shalhoub participe pour la première fois à une comédie musicale et à cette occasion, il interprète a cappella le poème Itgara’a en arabe. « Je n’étais pas seulement intimidé, j’étais terrorisé. J’ai alors tenté de lutter bec et ongles. Mais j’avais besoin d’aide et de soutien. J’ai travaillé avec un coach vocal autant que faire se peut. » En 2018, il remporte le Tony Award du meilleur acteur dans une comédie musicale et dédie sa récompense à son père libanais qui a émigré aux États-Unis dans les années 1920. Sa réussite au théâtre est désormais confirmée.

#### Retour à la comédie:MmeMaisel, femme fabuleuse
Avant de revenir à la télévision, Tony Shalhoub fait un retour remarqué au cinéma. Après une courte apparition dans la comédie romantique Comment savoir avec Reese Witherspoon en 2010, il interprète un milliardaire dépouillé par un gang de culturistes composé de Mark Wahlberg, Dwayne Johnson et Anthony Mackie dans No Pain No Gain en 2013,. Ce film de Michael Bay, inspiré de faits réels, est une comédie noire qui « raconte la perversion totale du rêve américain », selon Tony Shalhoub,. « Une partie du problème de nos vies dans un monde consumériste est qu’il est difficile de savoir quantifier le moment où l’on en a assez. Malheureusement, cette culture nous amène à nous comparer sans cesse à notre voisin », rajoute-t-il. No Pain No Gain remporte un succès notable au box-office international et Tony Shalhoub rejoint à nouveau l’année suivante une production de Michael Bay intitulée Ninja Turtles, un reboot de la série de films sur les Tortues Ninja, réalisé par Jonathan Liebesman,,. Tony Shalhoub prête sa voix à Splinter, le maître et père adoptif du groupe de super-héros. Le film associe des images en prise de vues réelles à des images de synthèse. Ainsi, les mouvements de son personnage sont réalisées en motion capture par le comédien Danny Woodburn. Ce procédé technique sera réitéré pour le film suivant en 2016.

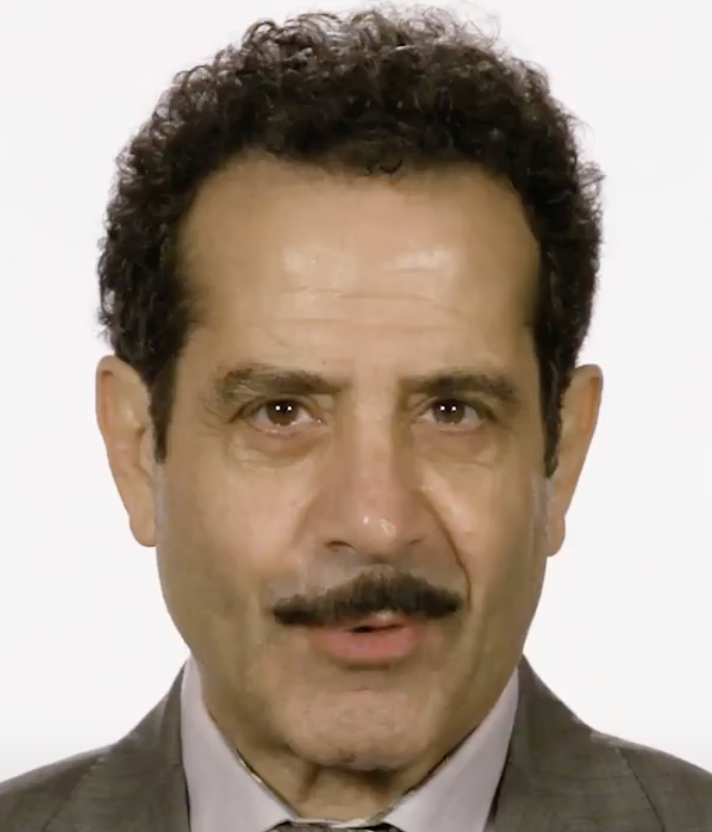
Tony Shalhoub (ici en 2018) renoue avec le succès à la télévision en interprétant Abe Weissman dans Mme Maisel, femme fabuleuse, une comédie produite par Amazon Studios de 2017 à 2023.

Tony Shalhoub fait le grand écart entre blockbusters et films indépendants ou à sortie limitée au cours de la même décennie en jouant dans The Adventures of Beatle, un thriller avec Ever Carradine, Michele Hicks et Jeffrey Dean Morgan, Custody, un drame sélectionné au Festival du film de Tribeca, et Revenger, un film d’action avec un personnage de tueur à gages transgenre joué par Michelle Rodríguez,,. En 2017, il interprète également le frère d’Alberto Giacometti, joué par Geoffrey Rush, dans un biopic réalisé par son ami Stanley Tucci.
Son retour sur le petit écran n’est pas immédiatement gratifiant. À partir de la rentrée 2013, il fait partie de la distribution principale d’une nouvelle comédie de CBS centrée sur la vie de plusieurs hommes divorcés et intitulée We Are Men. Toutefois, les critiques sont absolument défavorables, notamment en France, où Télérama en parle comme d’une « suite de postures caricaturales finissant quasi systématiquement dans la misogynie. » La série est déprogrammée après seulement deux épisodes sans même attendre la diffusion des neuf autres restant. Mais Tony Shalhoub dépasse cet échec en décrochant le rôle d’un médecin urgentiste dans Nurse Jackie en 2015, puis celui d’un sénateur républicain dans BrainDead en 2016,. Le comédien estime que ce personnage ressemble un peu à Donald Trump dans le sens où « il est complètement sans filtre et n’éprouve aucun remords, ce qui est assez libérateur pour un acteur », déclare-t-il.
L'année suivante, il intègre une nouvelle production d’Amazon Studios racontant la vie d’une jeune ménagère dans le New York des années 1950 qui, au moment de sa rupture avec son mari, se lance dans le comique de scène sous le nom de Mme Maisel. Tony Shalhoub interprète son père, un professeur de mathématiques plutôt conservateur et très protecteur envers sa fille Midge, jouée par Rachel Brosnahan. Son interprétation est acclamée par la critique et l’acteur remporte de nombreuses récompenses, en particulier le Primetime Emmy Award du meilleur acteur dans un second rôle dans une série télévisée comique en 2019. Tony Shalhoub reprend exceptionnellement son rôle d’Adrian Monk en mai 2020 pour un sketch autour de la pandémie de Covid-19, l’acteur et sa femme ayant été eux-mêmes contaminés par le virus. Une adaptation cinématographique de la série culte est d’ailleurs annoncée, en mars 2023, pour une diffusion sur la plateforme de streaming Peacock. Entre-temps, il finit de participer à la cinquième et dernière saison de Mme Maisel, femme fabuleuse pour Amazon.

## Analyse du jeu d’acteur

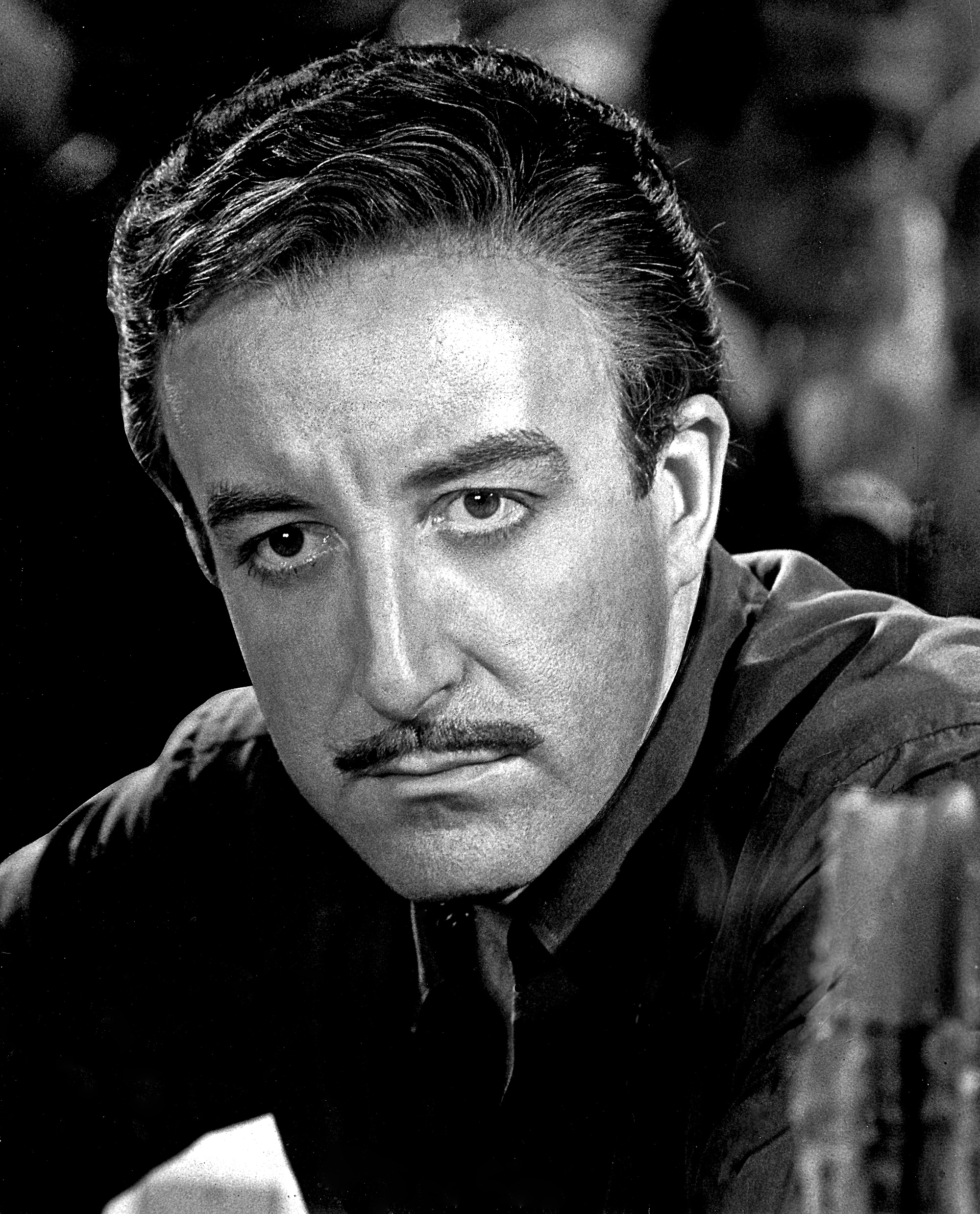
Tony Shalhoub cite le comédien britannique Peter Sellers (ici en 1966) comme l’une de ses principales influences.

Même s’il a étudié l’art dramatique à l’université, Tony Shalhoub déclare ne pas adhérer à une méthode de jeu en particulier, préférant explorer toutes les possibilités qui s’offrent à lui. Pour interpréter physiquement Adrian Monk, il passe alternativement du drame à la comédie, à la manière des comédiens du cinéma muet comme Charlie Chaplin et Buster Keaton. En même temps, il donne une épaisseur psychologique à son personnage en lui imaginant un passé. Le médecin Richard G. Petty, spécialiste des troubles obsessionnels compulsifs, a d’ailleurs déclaré dans un article en 2007 que son interprétation était très réaliste. Tony Shalhoub explique qu’il a pu perfectionner son rôle avec les scénaristes et les monteurs de la série en occupant le poste de producteur délégué, ce qui lui a permis de garder une forme de contrôle et de liberté. De façon générale, il considère que l’acteur qui l’a le plus influencé reste Peter Sellers.
Au cours de sa carrière, Tony Shalhoub est parvenu à s’extraire des stéréotypes raciaux auxquels il pouvait être rattaché en raison de ses origines libanaises : « Ma vie ne consiste pas à choisir entre jouer un Arabe et ne pas jouer un Arabe. Il peut y avoir un piège à trop vouloir exagérer et souligner ce terme d’Arabo-Américain », dit-il en 2007. Le comédien est parvenu à jouer aussi bien des immigrés italiens, que des Espagnols ou encore des personnes juives. « Certains acteurs sont très bons dans ce qu’ils font, mais restent limités à un seul domaine en fonction de leurs capacités, explique-t-il en 2016. Il existe pourtant une multitude de rôles différents. » Tony Shalhoub essaie de changer le regard porté sur les Arabo-Américains dans l’industrie cinématographique hollywoodienne, notamment à travers les films du cinéaste Hesham Issawi,. En 2005, il participe à la mise en place du Concours du meilleur réalisateur arabo-américain dans le but d’encourager la création chez les jeunes artistes qui pourront ainsi raconter leurs propres histoires.

## Engagements politiques et philanthropiques
Tony Shalhoub est très clair sur son orientation politique : « J’ai toujours été un démocrate et même parfois ce qu’on appelle un indépendant. » Il est à la fois un acteur et un citoyen engagé : « Je suis à l’affût de tout ce qui se passe dans le monde : de la guerre en Irak aux scandales dans notre gouvernement, aux combats pour garder nos droits et libertés en Amérique face aux conservateurs qui remettent, selon moi, toujours la constitution américaine en cause. » En 2002, il fait partie des artistes de cinéma, comme Martin Sheen ou Héctor Elizondo, ayant manifesté publiquement son désaccord pour l’envoi des troupes américaines en Irak. Il rejoint notamment l’association MoveOn avec d’autres activistes pour faire pression sur la Maison-Blanche afin de trouver une résolution diplomatique plutôt que militaire au conflit : « Nous devons être courageux et faire entendre cette voix qui est celle de l’opinion publique », dit-il en 2003. La même année, il est membre du jury pour l’opération « Bush in 30 seconds » visant à créer des campagnes publicitaires critiquant les décisions politiques du président George W. Bush. Tony Shalhoub soutient également le principe de réconciliation pacifique entre Israël et Palestine à travers l’organisation Parents Circle-Families Forum qui encourage le dialogue entre les deux communautés.

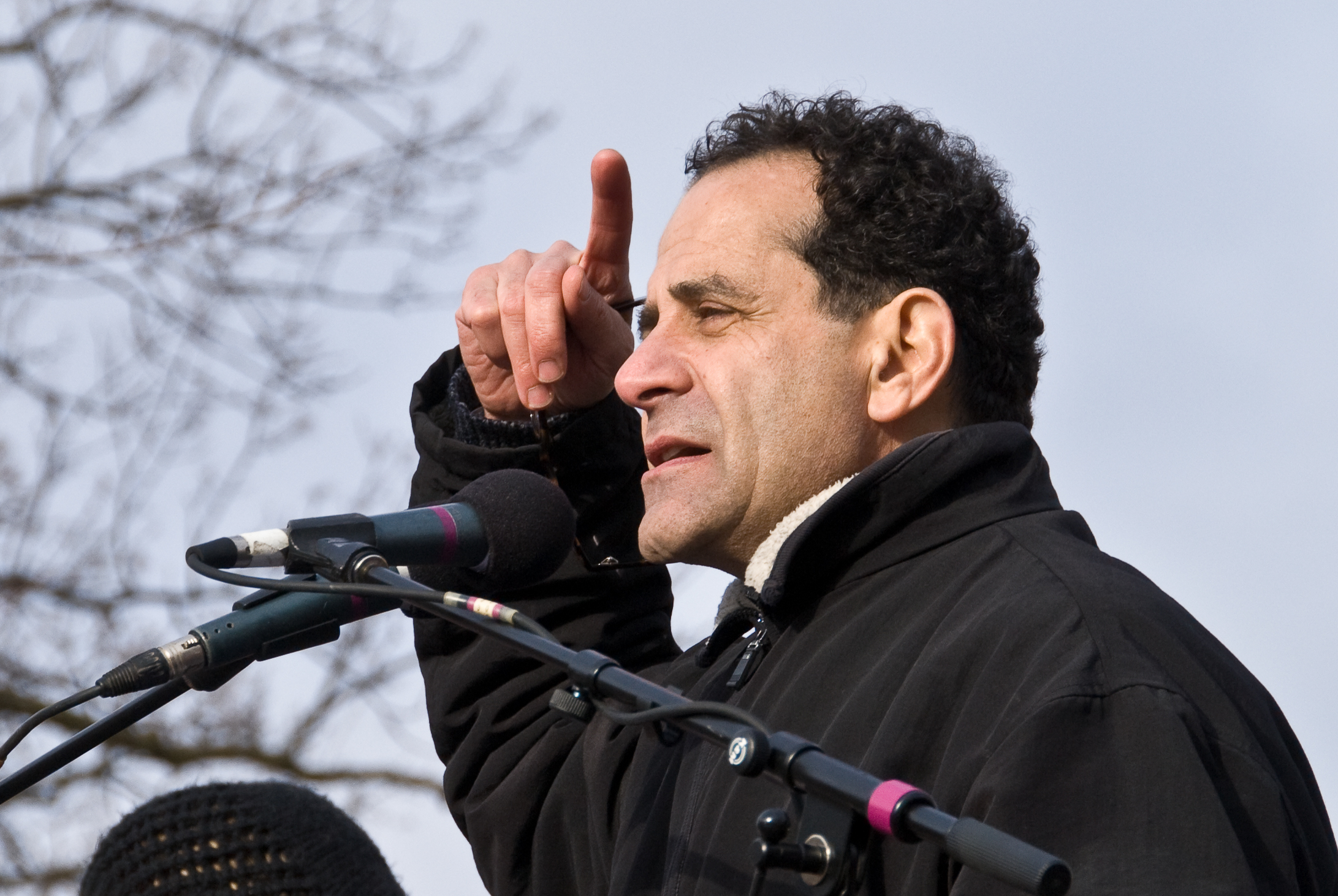
Tony Shalhoub prononçant un discours devant le Capitole de Madison lors des manifestations du Wisconsin le 12 mars 2011.

Dans le cadre d’un entretien avec la professeure de sociologie Violaine Roussel de l’université Paris-VIII en 2004, il justifie son engagement politique en ces termes : « Notre devoir en tant que citoyen n’est pas d’apporter des solutions rapides et violentes, il s’agit plutôt d’interroger nos pratiques et nos expériences en réfléchissant à des idées qui peuvent être testées puis ajustées, tout en étudiant les lois internationales et constitutionnelles afin d’agir en toute connaissance de cause au moment opportun […]. » Il met justement cette pensée en pratique lors des manifestations des fonctionnaires publics dans l’État du Wisconsin en 2011. Le 12 mars, il participe avec l’actrice Susan Sarandon à une marche vers le Capitole à Madison pour contester les décisions budgétaires du gouvernement républicain local. Il prononce un discours devant plus de 100 000 manifestants en considérant qu’il s’agit de « la naissance d’un mouvement national, un mouvement destiné à restaurer les droits des travailleurs,. » Ses prises de position se font entendre au sein même du parti démocrate, comme lors de sa convention nationale à Charlotte en 2012, où il critique l’arrêt Citizen United pris par la Cour suprême en 2010 qui, selon lui, associe de manière beaucoup trop pernicieuse le pouvoir financier et le pouvoir politique aux États-Unis,. Néanmoins, Tony Shalhoub n’a pas hésité à participer à une collecte de fonds pour la réélection de Barack Obama en 2012, qui est par ailleurs venu le voir jouer dans la pièce The Price en 2017,.
Le comédien est également engagé sur le plan philanthropique. En 2008, en lien avec son rôle du détective Adrian Monk victime de troubles obsessionnels compulsifs, il participe à une campagne de sensibilisation pour l’Anxiety and Depression Association of America,. Il rejoint aussi des associations qui accompagnent des personnes atteintes de maladies mentales comme le syndrome de La Tourette. Par ailleurs, sa femme Brooke et lui soutiennent financièrement l’Assets School à Honolulu, un établissement scolaire qui vient en aide aux enfants à haut potentiel ou ayant des difficultés d’apprentissage comme la dyslexie. À l’automne 2020, il participe à plusieurs événements caritatifs à la suite des explosions survenues dans la capitale libanaise, notamment à l’appel de l’université américaine de Beyrouth,.

## Vie personnelle et famille
Tony Shalhoub est marié à l’actrice Brooke Adams depuis avril 1992. Ils se sont rencontrés pour la première fois trois ans auparavant en jouant ensemble dans la pièce The Heidi Chronicles à Broadway. À l’époque, Brooke Adams a adopté seule une fille nommée Josie, puis le couple en adopte une deuxième appelée Sophie après leur mariage en 1994,. « Avoir des enfants, déclare l’acteur, vous force à vous ouvrir encore plus sur le monde qui vous entoure. C’est quelque chose de sain et cela vous permet de progresser sur un plan personnel. C’est l’idée aussi de donner sans forcément recevoir. » Ils vivent principalement à Los Angeles, tout en ayant une maison de vacances sur l’île de Martha’s Vineyard, dans le Massachusetts,.
La famille de Tony Shalhoub gravite beaucoup autour du milieu artistique et culturel. Tout d’abord, sa femme et lui se sont souvent donné la réplique au théâtre, à la télévision et au cinéma, notamment dans cinq épisodes de Monk entre 2002 et 2009. Il a également fait jouer sa belle-sœur Lynne Adams dans son film Made-Up en 2002. Parmi ses frères et sœurs, deux d’entre eux sont aussi comédiens : Susan, connue notamment pour son rôle de Florence dans la série Stranger Things, et Michael, qui a aussi fait quelques apparitions dans Monk,. Par ailleurs, son frère Dan, responsable d’une entreprise de nettoyage de stores à Milwaukee, a participé à l’émission de téléréalité American Inventor en 2006 pour présenter une invention permettant de ramasser les déjections canines sans avoir à se baisser,. Enfin, il est également l’oncle du monteur et réalisateur Michael Matzdorff et le cousin de l’animateur de radio d’origine germano-libanaise Jonathon Brandmeier,,.

## Filmographie

### Acteur

#### Cinéma
Longs métrages
- 1986 : La Brûlure (Heartburn) de Mike Nichols : un passager de l’avion (non crédité)
- 1989 : Un compagnon de longue date (Longtime Companion) de Norman René : le docteur de Paul
- 1990 : Hold-up à New York (Quick Change) d’Howard Franklin et Bill Murray : le chauffeur de taxi
- 1991 : Barton Fink de Joel et Ethan Coen : Ben Geisler
- 1992 : Lune de miel à Las Vegas (Honeymoon in Vegas) d’Andrew Bergman : Buddy Walker
- 1993 : À la recherche de Bobby Fischer (Searching for Bobby Fischer) de Steven Zaillian : un membre du club d’échecs
- 1993 : Les Valeurs de la famille Addams (Addams Family Values) de Barry Sonnenfeld : Jorge
- 1994 : L’Amour en équation (I.Q.) de Fred Schepisi : Bob Rosetti
- 1996 : À table (Big Night) de Campbell Scott et Stanley Tucci : Primo
- 1997 : Men in Black de Barry Sonnenfeld : Jeebs
- 1997 : Bienvenue à Gattaca (Gattaca) d’Andrew Niccol : German, le trafiquant d’identités
- 1997 : Une vie moins ordinaire (A Life Less Ordinary) de Danny Boyle : Al
- 1998 : Primary Colors de Mike Nichols : Eddie Reyes
- 1998 : Paulie, le perroquet qui parlait trop (Paulie) de John Roberts : Misha Vilyenkov
- 1998 : Les Imposteurs (The Impostors) de Stanley Tucci : Voltri
- 1998 : The Tic Code de Gary Winick : Phil
- 1998 : Couvre-feu (The Siege) d’Edward Zwick : Frank Haddad
- 1998 : Préjudice (A Civil Action) de Steven Zaillian : Kevin Conway
- 1999 : Galaxy Quest de Dean Parisot : Fred Kwan
- 2001 : Spy Kids de Robert Rodriguez : Alexander Minion
- 2001 : The Barber (The Man Who Wasn't There) de Joel et Ethan Coen : Freddy Riedenschneider
- 2001 : 13 fantômes (Thir13en Ghosts) de Steve Beck : Arthur Kriticos
- 2001 : Impostor de Gary Fleder : Nelson Gittes
- 2002 : Made-Up de Tony Shalhoub : Max Hires
- 2002 : 7 jours et une vie (Life or Something Like It) de Stephen Herek : Prophète Jack
- 2002 : Men in Black 2 de Barry Sonnenfeld : Jack Jeebs
- 2002 : Spy Kids 2 : Espions en herbe (Spy Kids 2: The Island of Lost Dreams) de Robert Rodriguez : Alexander Minion
- 2003 : Spy Kids 3 : Mission 3D (Spy Kids 3-D: Game Over) de Robert Rodriguez : Alexander Minion
- 2004 : Dans les cordes (Against the Ropes) de Charles S. Dutton : Sam LaRocca
- 2004 : The Last Shot de Jeff Nathanson : Tommy Sanz
- 2005 : The Great New Wonderful de Danny Leiner : Dr Trabulous
- 2005 : The Naked Brothers Band: The Movie de Polly Draper : lui-même
- 2007 : Chambre 1408 (1408) : de Mikael Håfström : Sam Farrell
- 2007 : Careless de Peter Spears : M. Roth
- 2008 : AmericanEast d’Hesham Issawi : Sam
- 2010 : Feed the Fish de Michael Matzdorff : le shérif Andersen
- 2010 : Comment savoir (How Do You Know) de James L. Brooks : le psychiatre
- 2012 : Men in Black 3 de Barry Sonnenfeld : un vendeur dans un kiosque à journaux en 1969 (non crédité)
- 2013 : My Movie Project (Movie 43), sketch Find Our Daughter de Bob Odenkirk : George
- 2013 : No Pain No Gain (Pain & Gain) de Michael Bay : Victor Kershaw
- 2015 : The Adventures of Beatle (Guns for Hire) de Donna Robinson : l’agent au bureau des infractions liées au stationnement
- 2016 : Custody de James Lapine : Jason Schulman
- 2016 : They Shall Not Perish: The Story of Near East Relief de George Billard : Karnig Parnian
- 2016 : Revenger (The Assignment) de Walter Hill : Dr Ralph Galen
- 2017 : Breakable You d’Andrew Wagner : Adam Weller
- 2017 : Alberto Giacometti, The Final Portrait (Final Portrait) de Stanley Tucci : Diego Giacometti
- 2018 : Rosy de Jess Bond : Dr Godin
- 2022 : Linoleum de Colin West : Dr Alvin
- 2023 : Flamin' Hot d’Eva Longoria : Roger Enrico
- 2025 : Play Dirty de Shane Black

Courts métrages
- 2003 : T for Terrorist d’Hesham Issawi : l’homme au costume blanc
- 2003 : Something More de Devon Gummersall : M. Avery
- 2006 : Maybe It's in the Water de Randy Zisk
- 2008 : L.A. Actors de Ric Halpern et Justin Wells : Bum
- 2012 : Blow Me de Silver Tree : lui-même

#### Télévision
Séries télévisées
- 1986 : Equalizer (The Equalizer), saison 1, épisode 19 : Le Point limite (Breakpoint) : le chef des terroristes
- 1987 : Spenser (Spenser: For Hire), saison 2, épisode 19 : Le Chemin de retour (The Road Back) : Dr Hambrecht
- 1991-1997 : Wings, 144 épisodes : Antonio Scarpacci
- 1991 : Monsters, saison 3, épisode 17 : Leavings : l’officier Mancini
- 1995 : X-Files : Aux frontières du réel (The X-Files), saison 2, épisode 23 : Ombre mortelle (Soft Light) : Dr Chester Ray Banton
- 1996 : Presque parfaite (Almost Perfect), saison 1, épisode 16 : Vengeance (Auto Neurotic) : Alex Thorpe
- 1996 : Frasier, saison 3, épisode 23 : Le Groupe Focus (The Focus Group) : Manu
- 1999-2000 : Stark Raving Mad, 22 épisodes : Ian Stark
- 1999 : Ally McBeal, saison 2, épisode 18 : Main dans la main (Those Lips, That Hand) : Albert Shepley
- 2000 : Mad TV, saison 5, épisode 18 : le chauffeur de taxi
- 2002-2009 : Monk, 125 épisodes : Adrian Monk
- 2003 : Party Animals, saison 1, épisode 3 : le père célèbre
- 2007 : Monk Webisodes, 7 épisodes : Adrian Monk
- 2012 : Quick Bites, saison 1, épisode 3 : Food for Thought : Ron
- 2013 : We Are Men, 7 épisodes : Frank Russo
- 2015 : Nurse Jackie, 8 épisodes : Dr Bernard Prince
- 2016-2017 : All Downhill from Here, 2 épisodes : Max
- 2016 : Blacklist, saison 3, épisode 13 : Alistair Pitt (Alistair Pitt (No. 103)) : Alistair Pitt
- 2016 : BrainDead, 13 épisodes : Red Wheatus
- 2017-2023 : Mme Maisel, femme fabuleuse (The Marvelous Mrs. Maisel), 43 épisodes : Abe Weissman
- 2020 : The At-Home Variety Show, saison 1, épisode 1 : Monk in Quarantine : Adrian Monk
- 2023 : Ces liens qui nous unissent (The Company You Keep), 2 épisodes : Frankie Musso

Téléfilms
- 1988 : Un quartier d’enfer (Alone in the Neon Jungle) de Georg Stanford Brown : Nahid
- 1989 : Day One de Joseph Sargent : Enrico Fermi
- 1989 : Money, Power, Murder. de Lee Philips : Seth Parker
- 1993 : Gypsy d’Emile Ardolino : Oncle Jocko
- 1995 : An Affectionate Look at Fatherhood d’Asaad Kelada
- 1996 : Radiant City de Robert Allan Ackerman : le narrateur
- 1999 : That Championship Season de Paul Sorvino : George Sitkowski
- 2001 : The Heart Department de Dean Parisot : Dr Joseph Nassar
- 2011 : Too Big to Fail : Débâcle à Wall Street (Too Big to Fail) de Curtis Hanson : John Mack
- 2011 : Un combat, cinq destins (Five) de Marta Kauffman : Mitch
- 2012 : Hemingway et Gellhorn (Hemingway & Gellhorn) de Philip Kaufman : Mikhaïl Koltsov
- 2012 : Friday Night Dinner de Ken Kwapis : Gene Fisher
- 2023 : Monk, le retour de Randy Zisk : Adrian Monk
- 2024 : The Boys (saison 4 épisode 2) : lui même

Court métrage
- 2006 : GoingGreen: Every Home an Eco-Home de Judith Vogelsang : le narrateur

#### Doublage

##### Cinéma
- 2006 : Cars de John Lasseter : Luigi
- 2011 : Cars 2 de Brad Lewis : Luigi
- 2014 : Ninja Turtles (Teenage Mutant Ninja Turtles) de Jonathan Liebesman : Splinter
- 2016 : Ninja Turtles 2 (Teenage Mutant Ninja Turtles: Out of the Shadows) de Dave Green : Splinter
- 2017 : Cars 3 de Brian Fee : Luigi
- 2021 : Steve, bête de combat (Rumble) d’Hamish Grieve : Fred

##### Télévision
- 1992 : Dinosaures (Dinosaurs), saison 2, épisode 14 : Radio Fran (Fran Live) : Jerry Valentine
- 1995 : Gargoyles, les anges de la nuit (Gargoyles), saison 2, épisode 30 : Le Gardien des ténèbres (Grief) : l’émir
- 1997 : Men in Black (Men in Black: The Series), 2 épisodes : Jack Jeebs
- 2013-2017 : Tales from Radiator Springs, 4 épisodes : Luigi
- 2017 : Mickey et ses amis : Top Départ ! (Mickey and the Roadster Racers), saison 1, épisode 3 : La Course du ruban Rigatoni - Voyage à Rome (Race for the Rigatoni Ribbon/Roaming around Rome) : Luigi
- 2019-2020 : Elena d’Avalor (Elena of Avalor), 6 épisodes : Zopilote
- 2020-2022 : Central Park, 7 épisodes : Marvin / un investisseur
- 2022 : Cars : Sur la route (Cars on the Road), saison 1, épisode 1 : Le Dino-parc (Dino Park) : Luigi

##### Jeux vidéo
- 1997 : Fallout : Aradesh
- 2006 : Cars : Quatre Roues (Cars) : Luigi
- 2007 : Cars : La Coupe internationale de Martin (Cars Mater-National) : Luigi
- 2009 : Cars: Race-O-Rama : Luigi
- 2011 : Cars 2 : Le Jeu vidéo (Cars 2: The Video Game) : Luigi

### Producteur

#### Cinéma
Longs métrages
- 2008 : AmericanEast d’Hesham Issawi
- 2010 : Feed the Fish de Michael Matzdorff
- 2020 : Can You Hear Us Now? de Jim Cricchi

Courts métrages
- 2005 : Mush d’Asma May Fouathia
- 2009 : Pet Peeves de Brooke Adams
- 2021 : 2 Timers de Tim Aslin et Shane Cibella

#### Télévision
Séries télévisées
- 2002-2009 : Monk, 125 épisodes

### Réalisateur
- 2002 : Made-Up

## Théâtre
- 1977 : La Sonate des spectres (Spöksonaten) de Strindberg, mise en scène par Andrei Șerban au théâtre du répertoire de Yale : un mendiant
- 1978 : The Bat d’Avery Hopwood et Mary Roberts Rinehart, mise en scène par Christopher Markle au théâtre du répertoire de Yale
- 1979 : Buried Child de Sam Shepard, mise en scène par Adrian Hall au théâtre du répertoire de Yale : Vince
- 1979 : The Bundle d’Edward Bond, mise en scène par John Madden au théâtre du répertoire de Yale : le premier soldat / Wang (remplaçant pour ce rôle)
- 1979 : Mesure pour mesure (Measure for Measure) de Shakespeare, mise en scène par John Madden au théâtre du répertoire de Yale : Claudio
- 1980 : Ubu roi d’Alfred Jarry, mise en scène par Andrei Belgrader au théâtre du répertoire de Yale : Ladislas / le général Lascy / Michel Fédérovitch / un palotin / un magistrat / un financier / un paysan
- 1980 : Timon d’Athènes (The Life of Tymon of Athens) de Shakespeare, mise en scène par Lloyd Richards au théâtre du répertoire de Yale : un poète / un peintre / un joaillier / un marchand (remplaçant pour les quatre rôles)
- 1980 : Comme il vous plaira (As You Like It) de Shakespeare, mise en scène par Andrei Belgrader à l’Old Lincoln School : Oliver
- 1980 : Les Sept Péchés capitaux (Die sieben Todsünden), ballet composé par Kurt Weill sur des textes de Bertolt Brecht, mis en scène par Alvin Epstein au Loeb Drama Center : une roue à aubes / un chef / un cheval
- 1980 : Lulu de Frank Wedekind, mise en scène par Lee Breuer au Loeb Drama Center : Ferdinand / Casti-Piani
- 1981 : Has "Washington" Legs? de Charles Wood, mise en scène par Michael Kustow au Loeb Drama Center : Wesley
- 1981 : Le Mariage de Figaro de Beaumarchais, mise en scène par Alvin Epstein au Loeb Drama Center : Figaro
- 1981 : Sganarelle ou le Cocu imaginaire, Le Médecin volant et Le Médecin malgré lui de Molière, mise en scène par Andrei Șerban au Loeb Drama Center : Lélie / Alcidas / Léandre
- 1982 : The Journey of the Fifth Horse de Ronald Ribman, mise en scène par Adrian Hall au Loeb Drama Center : Pandalevski / Bizmionkov
- 1982 : Rundown de Robert Auletta, mise en scène par Bill Foeller au théâtre Hasty Pudding : Spear
- 1982 : Les Trois Sœurs (Tri sestry) d’Anton Tchekhov, mise en scène par Andrei Șerban au Loeb Drama Center : Solyony
- 1983 : En attendant Godot de Samuel Beckett, mise en scène par Andrei Belgrader au Loeb Drama Center : Pozzo
- 1983 : The Boys from Syracuse, comédie musicale écrite par Lorenz Hart et composée par Richard Rodgers, mise en scène par Alvin Epstein au Loeb Drama Center : le sergent
- 1983 : Baby with the Bathwater de Christopher Durang, mise en scène par Mark Linn-Baker au théâtre Hasty Pudding : le père / la voix du psychologue
- 1983 : L’École de la médisance (The School for Scandal) de Sheridan, mise en scène par Jonathan Miller au Loeb Drama Center : Joseph Surface
- 1983 : Mesure pour mesure (Measure for Measure) de Shakespeare, mise en scène par Andrei Belgrader au Loeb Drama Center : Angelo
- 1984 : Six personnages en quête d’auteur (Sei personaggi in cerca d’autore) de Pirandello, mise en scène par Robert Brustein au Loeb Drama Center : le fils
- 1984 : Holy Wars: Morocco and The Road to Jerusalem d’Allan Havis, mise en scène par Gerald Chapman au théâtre Hasty Pudding : M. Kempler / Ari
- 1985-1986 : The Odd Couple de Neil Simon, mise en scène par Gene Saks au théâtre Broadhurst : Jesus Costazuela
- 1986 : Rum and Coke de Keith Reddin, mise en scène par James Simpson au Coconut Grove Playhouse
- 1986 : Progress de Doug Lucie, mise en scène par John Tillinger au théâtre Long Wharf : Mark
- 1987 : Richard II de Shakespeare, mise en scène par Joseph Papp au théâtre Delacorte : Sir William Bagot
- 1987 : Henri IV (première partie) (Henry IV, Part 1) de Shakespeare, mise en scène par Joseph Papp au théâtre Delacorte : Edward Poins / Sir Richard Vernon
- 1988 : Zero Positive d’Harry Kondoleon, mise en scène par Kenneth Elliott au théâtre Public-LuEsther Hall : Patrick
- 1988 : Le Neveu de Rameau de Diderot, mise en scène par Andrei Belgrader au Classic Stage Company : Lui
- 1988 : For Dear Life de Susan Miller, mise en scène par Norman René au théâtre Public-LuEsther Hall : Jake
- 1989-1990 : The Heidi Chronicles de Wendy Wasserstein, mise en scène par Daniel Sullivan au Plymouth Theatre : Scoop Rosenbaum (remplaçant)
- 1992-1993 : Conversations with My Father de Herb Gardner, mise en scène par Daniel Sullivan au théâtre Royale : Charlie
- 1997 : The Old Neighborhood de David Mamet, mise en scène par Scott Zigler au théâtre Hasty Pudding : Bobby
- 1998 : En attendant Godot de Samuel Beckett, mise en scène par Andrei Belgrader au Classic Stage Company : Vladimir
- 2007 : The Scene de Theresa Rebeck, mise en scène par Rebecca Taichman au théâtre Tony Kiser : Charlie
- 2010 : Lend Me a Tenor de Ken Ludwig, mise en scène par Stanley Tucci au théâtre Music Box : Henry Saunders
- 2012-2013 : Golden Boy de Clifford Odets, mise en scène par Bartlett Sher au théâtre Belasco : M. Bonaparte
- 2014 : Act One de Moss Hart, mise en scène par James Lapine au théâtre Vivian Beaumont : Moss Hart / Barnett Hart / George S. Kaufman
- 2014 : I Take Your Hand in Mine de Carol Rocamora d’après la correspondance amoureuse d’Anton Tchekhov et Olga Knipper, mise en scène au Martha’s Vineyard Performing Arts Center : Anton Tchekhov
- 2015 : The Mystery of Love and Sex de Bathsheba Doran, mise en scène par Sam Gold au théâtre du Lincoln Center : Howard
- 2015 : Oh les beaux jours (Happy Days) de Samuel Beckett, mise en scène par Andrei Belgrader au théâtre Flea : Willie
- 2017 : The Price d’Arthur Miller, mise en scène par Terry Kinney au théâtre American Airlines : Walter Franz
- 2017-2018 : The Band’s Visit, comédie musicale écrite et composée par David Yazbek, mise en scène par David Cromer au théâtre Ethel Barrymore : le colonel Tewfiq Zakaria[Note 2]

## Distinctions
Sauf mention contraire ou complémentaire, la liste des distinctions est issue du site Internet Movie Database pour le cinéma et la télévision, et du site officiel de Playbill pour le théâtre,.

### Récompenses
| Année                                  | Récompense                                      | Catégorie                                                                                 | Film ou série               |
| -------------------------------------- | ----------------------------------------------- | ----------------------------------------------------------------------------------------- | --------------------------- |
| 1997                                   | National Society of Film Critics Award          | Meilleur acteur dans un second rôle (partagée avec Martin Donovan pour Portrait de femme) | À table                     |
| 2002                                   | Festival du film de Northampton                 | Meilleur film du festival                                                                 | Made-Up                     |
| 2002                                   | Festival international du film de Santa Barbara | Prix « Independent Voice »                                                                | Made-Up                     |
| 2002                                   | SXSW Film Festival                              | Prix du public pour un premier film de fiction                                            | Made-Up                     |
| 2003                                   | Golden Globe                                    | Meilleur acteur dans une série musicale ou comique                                        | Monk                        |
| 2003                                   | Primetime Emmy Award                            | Meilleur acteur dans une série comique                                                    | Monk                        |
| 2003                                   | Screen Actors Guild Award                       | Meilleur acteur dans une série comique                                                    | Monk                        |
| 2003                                   | Online Film & Television Association            | Meilleur acteur dans une série comique                                                    | Monk                        |
| 2005                                   | Screen Actors Guild Award                       | Meilleur acteur dans une série comique                                                    | Monk                        |
| 2005                                   | Primetime Emmy Award                            | Meilleur acteur dans une série comique                                                    | Monk                        |
| 2006                                   |                                                 | Meilleur acteur dans une série comique                                                    | Monk                        |
| Family Television Award                | Meilleur acteur                                 |                                                                                           | Monk                        |
| 2010                                   | Prism Award                                     | Meilleur acteur dans une série comique                                                    | Monk                        |
| 2018                                   | Festival de télévision de Monte-Carlo           | Meilleur acteur dans une série comique                                                    | Mme Maisel, femme fabuleuse |
| 2019                                   | Primetime Emmy Award                            | Meilleur acteur dans un second rôle dans une série comique                                | Mme Maisel, femme fabuleuse |
| 2019                                   | Screen Actors Guild Award                       | Meilleur acteur dans une série comique                                                    | Mme Maisel, femme fabuleuse |
| 2019                                   | Screen Actors Guild Award                       | Meilleure distribution pour une série comique (partagée avec la distribution principale)  | Mme Maisel, femme fabuleuse |
| 2020                                   | Screen Actors Guild Award                       |                                                                                           | Mme Maisel, femme fabuleuse |
| Meilleur acteur dans une série comique | Screen Actors Guild Award                       |                                                                                           | Mme Maisel, femme fabuleuse |

| Année | Récompense         | Catégorie                                                                                       | Pièce            |
| ----- | ------------------ | ----------------------------------------------------------------------------------------------- | ---------------- |
| 2018  | Tony Award         | Meilleur acteur dans une comédie musicale                                                       | The Band’s Visit |
| 2019  | Daytime Emmy Award | Meilleure performance musicale dans l’émission Today (partagée avec la distribution principale) | The Band’s Visit |

### Nominations
| Année                                          | Récompense                                                              | Catégorie                                                  | Film ou série               |
| ---------------------------------------------- | ----------------------------------------------------------------------- | ---------------------------------------------------------- | --------------------------- |
| 1996                                           | New York Film Critics Circle Award                                      | Meilleur acteur dans un second rôle                        | À table                     |
| 1997                                           | Chlotrudis Award                                                        | Meilleur acteur                                            | À table                     |
| 1997                                           | Film Independent’s Spirit Award                                         | Meilleur acteur principal                                  | À table                     |
| 2002                                           | AFI Award                                                               | Meilleur acteur de l’année                                 | The Barber                  |
| 2002                                           | Chicago Film Critics Association Award                                  | Meilleur acteur dans un second rôle                        | The Barber                  |
| 2002                                           | Online Film Critics Society Award                                       | Meilleur acteur dans un second rôle                        | The Barber                  |
| 2002                                           | Taos Talking Pictures Film Festival                                     | Taos Land Grant Award                                      | Made-Up                     |
| 2003                                           | Screen Actors Guild Award                                               | Meilleur acteur dans une série comique                     | Monk                        |
| 2003                                           | Television Critics Association Award                                    | Meilleure interprétation dans une série comique            | Monk                        |
| 2004                                           | Primetime Emmy Award                                                    | Meilleur acteur dans une série comique                     | Monk                        |
| 2004                                           | Gold Derby Award                                                        | Meilleur acteur dans une série comique                     | Monk                        |
| 2004                                           | Online Film & Television Association Award                              | Meilleur acteur dans une série comique                     | Monk                        |
| 2004                                           | Satellite Award                                                         | Meilleur acteur dans une série musicale ou comique         | Monk                        |
| 2004                                           | Golden Globe                                                            | Meilleur acteur dans une série musicale ou comique         | Monk                        |
| 2005                                           | Golden Globe                                                            | Meilleur acteur dans une série musicale ou comique         | Monk                        |
| Satellite Award                                | Meilleur acteur dans une série musicale ou comique                      |                                                            | Monk                        |
| Gold Derby Award                               | Meilleur acteur dans une série comique                                  |                                                            | Monk                        |
| 2006                                           | Meilleur acteur dans une série comique                                  | Online Film & Television Association Award                 | Monk                        |
| 2007                                           | Golden Globe                                                            | Meilleur acteur dans une série musicale ou comique         | Monk                        |
| 2007                                           | Prism Award                                                             | Meilleur acteur dans une série comique                     | Monk                        |
| 2007                                           | Screen Actors Guild Award                                               | Meilleur acteur dans une série comique                     | Monk                        |
| 2007                                           | Primetime Emmy Award                                                    | Meilleur acteur dans une série comique                     | Monk                        |
| 2008                                           |                                                                         | Meilleur acteur dans une série comique                     | Monk                        |
| Screen Actors Guild Award                      |                                                                         | Meilleur acteur dans une série comique                     | Monk                        |
| 2009                                           | Golden Globe                                                            | Meilleur acteur dans une série musicale ou comique         | Monk                        |
| 2009                                           | Screen Actors Guild Award                                               | Meilleur acteur dans une série comique                     | Monk                        |
| 2009                                           | Primetime Emmy Award                                                    | Meilleur acteur dans une série comique                     | Monk                        |
| 2010                                           |                                                                         | Meilleur acteur dans une série comique                     | Monk                        |
| Screen Actors Guild Award                      |                                                                         | Meilleur acteur dans une série comique                     | Monk                        |
| 2018                                           | Primetime Emmy Award                                                    | Meilleur acteur dans un second rôle dans une série comique | Mme Maisel, femme fabuleuse |
| 2018                                           | Online Film & Television Association Award                              | Meilleur acteur dans un second rôle dans une série comique | Mme Maisel, femme fabuleuse |
| 2019                                           | Online Film & Television Association Award                              | Meilleur acteur dans un second rôle dans une série comique | Mme Maisel, femme fabuleuse |
| Broadcast Film Critics Association Award       |                                                                         | Meilleur acteur dans un second rôle dans une série comique | Mme Maisel, femme fabuleuse |
| Critics’ Choice Movie Award                    |                                                                         | Meilleur acteur dans un second rôle dans une série comique | Mme Maisel, femme fabuleuse |
| Gold Derby Award                               |                                                                         | Meilleur acteur dans un second rôle dans une série comique | Mme Maisel, femme fabuleuse |
| Satellite Award                                | Meilleur acteur dans un second rôle dans une série                      |                                                            | Mme Maisel, femme fabuleuse |
| 2020                                           | Gold Derby Award                                                        | Meilleur acteur dans un second rôle dans une série comique | Mme Maisel, femme fabuleuse |
| 2020                                           | Primetime Emmy Award                                                    | Meilleur acteur dans un second rôle dans une série comique | Mme Maisel, femme fabuleuse |
| 2022                                           |                                                                         | Meilleur acteur dans un second rôle dans une série comique | Mme Maisel, femme fabuleuse |
| Hollywood Critics Association Television Award | Meilleur acteur dans un second rôle dans une série comique en streaming |                                                            | Mme Maisel, femme fabuleuse |

| Année | Récompense                     | Catégorie                                 | Pièce ou œuvre littéraire      |
| ----- | ------------------------------ | ----------------------------------------- | ------------------------------ |
| 1992  | Tony Award                     | Meilleur second rôle dans une pièce       | Conversations with My Father   |
| 2009  | Grammy Award                   | Meilleur livre audio pour enfants         | The Cricket in Times Square    |
| 2013  | Drama Desk Award               | Meilleur second rôle dans une pièce       | Golden Boy                     |
| 2013  | Outer Critics Circle Award     | Meilleur second rôle dans une pièce       | Golden Boy                     |
| 2013  | Tony Award                     | Meilleur second rôle dans une pièce       | Golden Boy                     |
| 2014  | Meilleur acteur dans une pièce | Act One                                   |                                |
| 2014  | Outer Critics Circle Award     | Act One                                   | Meilleur acteur dans une pièce |
| 2017  | Outer Critics Circle Award     | Meilleur acteur dans une comédie musicale | The Band’s Visit               |
| 2018  | Drama League Award             | Meilleure performance                     | The Band’s Visit               |

## Voix francophones
En France, Michel Papineschi est la voix régulière de Tony Shalhoub. Au Québec, il s'agit de Manuel Tadros.